# Apertium
Apertium è una piattaforma di traduzione automatica. È un software libero distribuito secondo i termini della GNU General Public License.

## Storia
Apertium è nato come uno dei motori di traduzione nel progetto OpenTrad, che è stato finanziato dal Governo della Spagna. Inizialmente era stato progettato per tradurre tra ceppi linguistici simili, anche se recentemente è stato ampliato per tradurre lingue più divergenti. Per creare un nuovo sistema di traduzione automatica, si deve solo determinare i dati linguistici (dizionari e regole) in formato XML.
I dati linguistici sviluppati per esso (in collaborazione con l'Università di Vigo, l'Università politecnica della Catalogna e l'Università Pompeu Fabra) e attualmente le lingue disponibili in versione stabili sono: l'aragonese, l'asturiano, il basco, il bretone, il bulgaro, il catalano, il danese, il gallese, l'inglese, l'esperanto, il francese, il galiziano, l'islandese, l'italiano, il macedone, il norvegese (Bokmål e Nynorsk), l'occitano, il portoghese, il rumeno, il sardo, lo spagnolo e lo svedese. Un elenco completo è disponibile qui sotto. Diverse compagnie sono coinvolte nello sviluppo di Apertium, tra cui Prompsit Language Engineering, Imaxin Software e Eleka Ingeniaritza Linguistikoa.
Apertium è un sistema di traduzione automatica diretta, che utilizza trasduttori a stati finiti per tutte le trasformazioni lessicali e i modelli nascosti di Markov per il riconoscimento di parti del discorso e per l'identificazione univoca delle parole. Regole grammaticali sono utilizzate in alcune coppie di lingue (come ad esempio tra il bretone ed il francese).
Il progetto ha preso parte alle edizioni 2009, 2010, 2011, 2012, 2013 e 2014 del Google Summer of Code e alle edizioni 2010, 2011, 2012, 2013 and 2014 del Google Code-in.

## Lingue supportate
Lista delle lingue supportate stabilmente, posiziona il cursore sopra il codice per vedere la lingua che esso rappresenta.
|                     | ast    | eu     | br     | bg     | ca     | da     | en     | eo     | fr     | gl     | cy     | is     | it     | mk     | nb     | nn     | oc     | pt     | ro     | sc     | es     | sv     |
| ------------------- | ------ | ------ | ------ | ------ | ------ | ------ | ------ | ------ | ------ | ------ | ------ | ------ | ------ | ------ | ------ | ------ | ------ | ------ | ------ | ------ | ------ | ------ |
| Asturiano           | —      | No     | No     | No     | No     | No     | No     | No     | No     | No     | No     | No     | No     | No     | No     | No     | No     | No     | No     | No     | Sì (→) | No     |
| Basco               | No     | —      | No     | No     | No     | No     | Sì (→) | No     | No     | No     | No     | No     | No     | No     | No     | No     | No     | No     | No     | No     | Sì (→) | No     |
| Bretone             | No     | No     | —      | No     | No     | No     | No     | No     | Sì (→) | No     | No     | No     | No     | No     | No     | No     | No     | No     | No     | No     | No     | No     |
| Bulgaro             | No     | No     | No     | —      | No     | No     | No     | No     | No     | No     | No     | No     | No     | Sì (⇄) | No     | No     | No     | No     | No     | No     | No     | No     |
| Catalano            | No     | No     | No     | No     | —      | No     | Sì (⇄) | Sì (→) | Sì (⇄) | No     | No     | No     | No     | No     | No     | No     | Sì (⇄) | Sì (⇄) | No     | Sì (→) | Sì (⇄) | No     |
| Danese              | No     | No     | No     | No     | No     | —      | No     | No     | No     | No     | No     | No     | No     | No     | Sì (⇄) | Sì (⇄) | No     | No     | No     | No     | No     | Sì (←) |
| Inglese             | No     | No     | No     | No     | Sì (←) | No     | —      | Sì (⇄) | No     | Sì (⇄) | Sì (←) | Sì (←) | No     | Sì (←) | No     | No     | No     | No     | No     | No     | Sì (⇄) | No     |
| Esperanto           | No     | No     | No     | No     | Sì (←) | No     | Sì (⇄) | —      | No     | No     | No     | No     | No     | No     | No     | No     | No     | No     | No     | No     | Sì (←) | No     |
| Francese            | No     | No     | Sì (←) | No     | Sì (⇄) | No     | No     | No     | —      | No     | No     | No     | No     | No     | No     | No     | No     | No     | No     | No     | Sì (⇄) | No     |
| Galiziano           | No     | No     | No     | No     | No     | No     | Sì (→) | No     | No     | —      | No     | No     | No     | No     | No     | No     | No     | Sì (⇄) | No     | No     | Sì (⇄) | No     |
| Gallese             | No     | No     | No     | No     | No     | No     | Sì (→) | No     | No     | No     | —      | No     | No     | No     | No     | No     | No     | No     | No     | No     | No     | No     |
| Islandese           | No     | No     | No     | No     | No     | No     | Sì (→) | No     | No     | No     | No     | —      | No     | No     | No     | No     | No     | No     | No     | No     | No     | Sì (⇄) |
| Italiano            | No     | No     | No     | No     | Sì (→) | No     | No     | No     | No     | No     | No     | No     | —      | No     | No     | No     | No     | No     | No     | Sì (→) | Sì (⇄) | No     |
| Macedone            | No     | No     | No     | Sì (⇄) | No     | No     | Sì (→) | No     | No     | No     | No     | No     | No     | —      | No     | No     | No     | No     | No     | No     | No     | No     |
| Norvegese (Bokmål)  | No     | No     | No     | No     | No     | Sì (⇄) | No     | No     | No     | No     | No     | No     | No     | No     | —      | Sì (⇄) | No     | No     | No     | No     | No     | No     |
| Norvegese (Nynorsk) | No     | No     | No     | No     | No     | Sì (⇄) | No     | No     | No     | No     | No     | No     | No     | No     | Sì (⇄) | —      | No     | No     | No     | No     | No     | No     |
| Occitano            | No     | No     | No     | No     | Sì (⇄) | No     | No     | No     | No     | No     | No     | No     | No     | No     | No     | No     | —      | No     | No     | No     | Sì (⇄) | No     |
| Portoghese          | No     | No     | No     | No     | Sì (⇄) | No     | No     | No     | No     | Sì (→) | No     | No     | No     | No     | No     | No     | No     | —      | No     | No     | Sì (⇄) | No     |
| Rumeno              | No     | No     | No     | No     | No     | No     | No     | No     | No     | No     | No     | No     | No     | No     | No     | No     | No     | No     | —      | No     | Sì (→) | No     |
| Sardo               | No     | No     | No     | No     | Sì (←) | No     | No     | No     | No     | No     | No     | No     | Sì (←) | No     | No     | No     | No     | No     | No     | —      | No     | No     |
| Spagnolo            | Sì (⇄) | Sì (←) | No     | No     | Sì (⇄) | No     | Sì (⇄) | Sì (→) | Sì (⇄) | No     | No     | No     | No     | No     | No     | No     | Sì (⇄) | Sì (⇄) | Sì (←) | No     | —      | No     |
| Svedese             | No     | No     | No     | No     | No     | Sì (→) | No     | No     | No     | No     | No     | Sì (⇄) | No     | No     | No     | No     | No     | No     | No     | No     | No     | —      |